# Antônio de Sousa Mendes Júnior
Antônio de Sousa Mendes Júnior (Oeiras, 1823 — Rio de Janeiro, 1905) foi um jurista e magistrado brasileiro, juiz de direito, ministro do Supremo Tribunal de Justiça, chegando a ser ministro do  Supremo Tribunal Federal.

## Biografia
Nasceu em Oeiras, província do Piauí, em 1823, e formou-se na Faculdade de Direito de Olinda, recebendo o grau de Bacharel, em 1848. Foi juiz de direito de Teresina. Exerceu os cargo de Desembargador do Pará e do Ceará.
Nomeado ministro do Supremo Tribunal de Justiça, mediante decreto de 21 de novembro de 1888, tomou posse em 12 do mês seguinte, preenchendo a vaga proveniente da aposentadoria do ministro Luís Gonzaga de Brito Guerra.
Foi nomeado para o cargo de ministro do Supremo Tribunal Federal, por indicação do presidente do Brasil Deodoro da Fonseca, mediante decreto de 12 de novembro de 1890, e tomou posse em 28 de fevereiro de 1891. Foi aposentado por decreto de 6 de maio de 1892. Primeiro piauiense a ocupar o cargo de ministro do Supremo Tribunal Federal (STF).
Foi 1º Vice-Presidente da província do Ceará (nomeado em 30 de agosto de 1885).
Filho do Coronel do Exército  e político Antônio de Sousa Mendes (primeiro do nome) e de Maria Francisca de Santana. Seu pai foi combatente na Guerra da independência e na repressão à Balaiada, e exerceu os cargos de deputado geral (1853 – 1856) e provincial em diversas legislaturas.
Era casado com Maria Lidomília Teixeira, e pai do deputado federal pelo Piauí (1909) Álvaro Teixeira de Sousa Mendes. Irmão do político piauiense Simplício de Sousa Mendes, que presidiu a Província do Piauí quatro vezes, na segunda metade do Século XIX.
Faleceu na cidade do Rio de Janeiro, em 11 de dezembro de 1905, e foi sepultado no Cemitério de São João Batista.

## Raízes genealógicas
Era pentaneto do casal José Vieira de Carvalho e Maria Freire da Silva, por parte do seu tetravô Hilário Vieira de Carvalho (primeiro do nome), e pentaneto do casal Manoel do Rego Monteiro e Maria da Encarnação, por parte da sua tetravó Maria do Rego Monteiro, fundadores da Povoação de Paulista, em 1719, origem da atual cidade de Paulistana, no sudeste do Piauí.
No Século XVIII, seus ancestrais maternos fundaram o Arraial de Paulistas, nas ribeiras do Rio Canindé, e construíram uma capela na "Fazenda do Paulista", pertencente ao fidalgo português Dom Valério Coelho Rodrigues. A capela depois passou a ser chamada de Igreja Nossa Senhora dos Humildes.
Isso contribuí significativamente para o desenvolvimento da comunidade e o surgimento da povoação de Paulista, que depois foi transformada em freguesia e elevada à categoria de vila com o nome de Villa de Paulista. A denominação "Paulista" foi uma forma de homenagear a Província de São Paulo, que serviu de berço à família paterna da esposa de Dom Valério Coelho Rodrigues, Dona Domiciana Vieira de Carvalho, filha do paulista Hilário Vieira de Carvalho e neta de José Vieira de Carvalho, fundadores do Arraial de Paulistas no sudeste do Piauí, conforme esclarece o historiador Reginaldo Miranda da Silva.
|  |  |  |  |                                            |                                            | Francisco Antônio Mendes                   | Francisco Antônio Mendes                   | Francisco Antônio Mendes                   | Francisco Antônio Mendes                   | Francisco Antônio Mendes | Francisco Antônio Mendes |                            |                            |                            |                            |                            |                            | Maria do Rosário de Sousa | Maria do Rosário de Sousa | Maria do Rosário de Sousa | Maria do Rosário de Sousa | Maria do Rosário de Sousa | Maria do Rosário de Sousa |                          |                          |
|  |  |  |  |                                            |                                            | Francisco Antônio Mendes                   | Francisco Antônio Mendes                   | Francisco Antônio Mendes                   | Francisco Antônio Mendes                   | Francisco Antônio Mendes | Francisco Antônio Mendes |                            |                            |                            |                            |                            |                            | Maria do Rosário de Sousa | Maria do Rosário de Sousa | Maria do Rosário de Sousa | Maria do Rosário de Sousa | Maria do Rosário de Sousa | Maria do Rosário de Sousa |                          |                          |
|  |  |  |  |                                            |                                            |                                            |                                            |                                            |                                            |                          |                          |                            |                            |                            |                            |                            |                            |                           |                           |                           |                           |                           |                           |                          |                          |
|  |  |  |  |                                            |                                            |                                            |                                            |                                            |                                            |                          |                          |                            |                            |                            |                            |                            |                            |                           |                           |                           |                           |                           |                           |                          |                          |
|  |  |  |  | Antônio de Sousa Mendes (primeiro do nome) | Antônio de Sousa Mendes (primeiro do nome) | Antônio de Sousa Mendes (primeiro do nome) | Antônio de Sousa Mendes (primeiro do nome) | Antônio de Sousa Mendes (primeiro do nome) | Antônio de Sousa Mendes (primeiro do nome) |                          |                          | Maria Francisca de Santana | Maria Francisca de Santana | Maria Francisca de Santana | Maria Francisca de Santana | Maria Francisca de Santana | Maria Francisca de Santana |                           |                           | Teotônio de Sousa Mendes  | Teotônio de Sousa Mendes  | Teotônio de Sousa Mendes  | Teotônio de Sousa Mendes  | Teotônio de Sousa Mendes | Teotônio de Sousa Mendes |
|  |  |  |  | Antônio de Sousa Mendes (primeiro do nome) | Antônio de Sousa Mendes (primeiro do nome) | Antônio de Sousa Mendes (primeiro do nome) | Antônio de Sousa Mendes (primeiro do nome) | Antônio de Sousa Mendes (primeiro do nome) | Antônio de Sousa Mendes (primeiro do nome) |                          |                          | Maria Francisca de Santana | Maria Francisca de Santana | Maria Francisca de Santana | Maria Francisca de Santana | Maria Francisca de Santana | Maria Francisca de Santana |                           |                           | Teotônio de Sousa Mendes  | Teotônio de Sousa Mendes  | Teotônio de Sousa Mendes  | Teotônio de Sousa Mendes  | Teotônio de Sousa Mendes | Teotônio de Sousa Mendes |
|  |  |  |  |                                            |                                            |                                            |                                            |                                            |                                            |                          |                          |                            |                            |                            |                            |                            |                            |                           |                           |                           |                           |                           |                           |                          |                          |
|  |  |  |  |                                            |                                            |                                            |                                            | Antônio de Sousa Mendes Júnior             |                                            |                          |                          |                            |                            |                            |                            |                            |                            |                           |                           |                           |                           |                           |                           |                          |                          |

Fazia parte da tradicional família Coelho Rodrigues de Paulistana, estado do Piauí, com raízes genealógicas na Freguesia de Paço de Sousa, no Distrito do Porto, em Portugal, visto que era bisneto de Manuel de Sousa Martins (primeiro do nome) e Anna Rodrigues de Santana, sendo, portanto, trineto de Domiciana Vieira de Carvalho e Valério Coelho Rodrigues.
|  |  |  |  |                                            |                                            | Valério Coelho Rodrigues                   | Valério Coelho Rodrigues                   | Valério Coelho Rodrigues                                                   | Valério Coelho Rodrigues                   | Valério Coelho Rodrigues | Valério Coelho Rodrigues |                           |                           |                           |                           |                           |                           | Domiciana Vieira de Carvalho | Domiciana Vieira de Carvalho | Domiciana Vieira de Carvalho | Domiciana Vieira de Carvalho | Domiciana Vieira de Carvalho | Domiciana Vieira de Carvalho |               |               |
|  |  |  |  |                                            |                                            | Valério Coelho Rodrigues                   | Valério Coelho Rodrigues                   | Valério Coelho Rodrigues                                                   | Valério Coelho Rodrigues                   | Valério Coelho Rodrigues | Valério Coelho Rodrigues |                           |                           |                           |                           |                           |                           | Domiciana Vieira de Carvalho | Domiciana Vieira de Carvalho | Domiciana Vieira de Carvalho | Domiciana Vieira de Carvalho | Domiciana Vieira de Carvalho | Domiciana Vieira de Carvalho |               |               |
|  |  |  |  |                                            |                                            |                                            |                                            |                                                                            |                                            |                          |                          |                           |                           |                           |                           |                           |                           |                              |                              |                              |                              |                              |                              |               |               |
|  |  |  |  |                                            |                                            |                                            |                                            |                                                                            |                                            |                          |                          |                           |                           |                           |                           |                           |                           |                              |                              |                              |                              |                              |                              |               |               |
|  |  |  |  | Manuel de Souza Martins (primeiro do nome) | Manuel de Souza Martins (primeiro do nome) | Manuel de Souza Martins (primeiro do nome) | Manuel de Souza Martins (primeiro do nome) | Manuel de Souza Martins (primeiro do nome)                                 | Manuel de Souza Martins (primeiro do nome) |                          |                          | Anna Rodrigues de Santana | Anna Rodrigues de Santana | Anna Rodrigues de Santana | Anna Rodrigues de Santana | Anna Rodrigues de Santana | Anna Rodrigues de Santana |                              |                              | (+ 15 filhos)                | (+ 15 filhos)                | (+ 15 filhos)                | (+ 15 filhos)                | (+ 15 filhos) | (+ 15 filhos) |
|  |  |  |  | Manuel de Souza Martins (primeiro do nome) | Manuel de Souza Martins (primeiro do nome) | Manuel de Souza Martins (primeiro do nome) | Manuel de Souza Martins (primeiro do nome) | Manuel de Souza Martins (primeiro do nome)                                 | Manuel de Souza Martins (primeiro do nome) |                          |                          | Anna Rodrigues de Santana | Anna Rodrigues de Santana | Anna Rodrigues de Santana | Anna Rodrigues de Santana | Anna Rodrigues de Santana | Anna Rodrigues de Santana |                              |                              | (+ 15 filhos)                | (+ 15 filhos)                | (+ 15 filhos)                | (+ 15 filhos)                | (+ 15 filhos) | (+ 15 filhos) |
|  |  |  |  |                                            |                                            |                                            |                                            |                                                                            |                                            |                          |                          |                           |                           |                           |                           |                           |                           |                              |                              |                              |                              |                              |                              |               |               |
|  |  |  |  |                                            |                                            |                                            |                                            | Maria do Rosário de Sousa (avó do Ministro Antônio de Sousa Mendes Júnior) |                                            |                          |                          |                           |                           |                           |                           |                           |                           |                              |                              |                              |                              |                              |                              |               |               |

O seu trisavô, Valério Coelho Rodrigues, nasceu em Portugal e morou a maior parte de sua vida na Fazenda do Paulista, atualmente município de Paulistana, Piauí. Ele foi um personagem importante no processo de colonização portuguesa no Piauí, em virtude de ter sido um dos desbravadores do interior do Estado, ao longo do Século XVIII.
Valério Coelho Rodrigues atuou como político, sendo eleito de pelouros diversas vezes para o senado da câmara de Oeiras. Entre 1754 e 1756, ele também ocupou o cargo de juiz ordinário na antiga capital da Capitania do Piauí. Em 1769, exerceu novamente o cargo de juiz ordinário de Oeiras. Em seguida, até o ano de 1771, ocupou os cargos reunidos de ouvidor-geral, provedor da real fazenda e dos defuntos e ausentes, capelas e resíduos da capitania, tendo sido indicado para mestre-de-campo do terço de infantaria auxiliar da guarnição do Piauí.
Valério Coelho Rodrigues firmou importantes raízes históricas e sociais na Região do Nordeste e gerou uma vasta família com descendência que se projeta na política nacional do Brasil até os dias de hoje.